# Automobilsprøjte
En automobilsprøjte er et motoriseret brandslukningskøretøj, som medbringer pumper, brandslanger og i mange tilfælde også en begrænset mængde vand (f.eks. 3000 liter) samt skumadditiver, der tilsættes vandet. Andet udstyr - røgdykkerdragter, brandmandsøkser og tilsvarende er ofte en del af udrustningen. Automobilsprøjten er ofte blandt de første køretøjer på brandstedet, og kan igangsætte den indledende brandbekæmpelse, indtil andre køretøjer - tankvogne, slangetendere, stigevogne m.v. - når frem.

## Automobilsprøjter i Danmark
Automobilsprøjten – eller blot "sprøjten" – og dens størrelse/sammensætning er fastsat i "dimensioneringsbekendtgørelsen", hvor man indførte begreberne "Automobilsprøjte 16" og "Automobilsprøjte 8", dog er sidstnævnte i årenes løb blevet udfaset mange steder. Tallet henviser til pumpens ydelse på hhv. 1.600 liter/minut og 800 liter/minut.
Sprøjten bemandes med 4-6 mand og anvendes de fleste steder til at påbegynde indsatsen ved både brand-, rednings- og miljøopgaver, hvorfor den af samme årsag er oppakket langt ud over, hvad minimumskravene kræver. Enkelte steder anvendes den kun til indsats ved brand.
Ud over tankens indhold på typisk 1.200-2.000 liter vand (ca. 800 liter for sprøjte 8), medbringer man skumvæske, således at man ved hjælp af pumpen kan forsyne slangerne med vand eller skum til slukning af ild i forskellige materialer.
Til redningsopgaverne er sprøjten mange steder udstyret med hydraulikværktøj, der kan anvendes til at klippe i f.eks. biler, så man kan frigøre fastklemte og overlade disse til ambulancemandskabet for videre behandling selvom det i princippet er den ambulanceudbyder regionen har valgt, der har pligt til at forestå frigørelse, da det falder ind under ambulanceudbuddet.
For miljøindsatsen gælder det, at der typisk fremføres materiel til opsamling af stoffer, samt lette kemikaliedragter.
Grundet den alsidige udrustning i en sprøjte omtales den nogen gange som en "schweizerkniv",[kilde mangler] i og med at den ligesom denne type kniv kan klare forskellige opgaver, dog kun i begrænset omfang.
Ved større og/eller længerevarende brande er sprøjtens vandtank ikke tilstrækkelig, og man søger derfor hurtigst muligt efter ankomsten til skadestedet at etablere en fast vandforsyning fra enten en brandhane, vandtankvogn eller slangetender.
Under indsatsen modtager holdlederen instrukser fra indsatslederen og fordeler arbejdet til de øvrige 3-5 brandmænd
I København og på Frederiksberg er brandhanenettet så tæt, at man ikke har behov for hverken vandtankvogne eller slangetendere. Her understreges køretøjets vigtighed i det moderne beredskab.
En del mellemstore kommuner har valgt at have fuldtidsbrandmænd til at bemande første sprøjte til omgående udrykning og lade resten af køretøjerne bliver bemandede af deltidsbrandmænd på tilkald.